# Lindarängsvägen

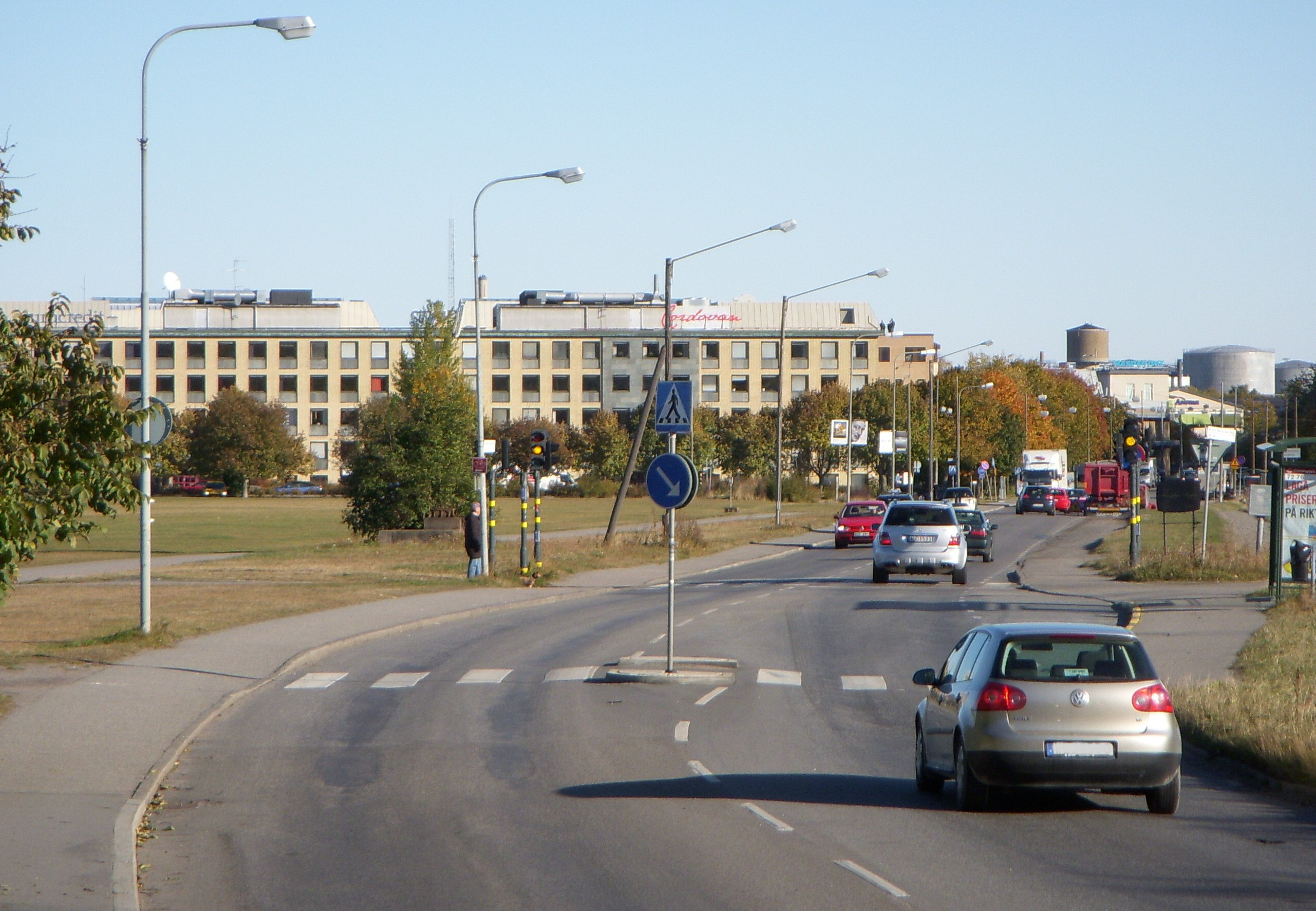
Lindarängsvägen österut i oktober 2009. Kontorshuset i bakgrunden ersattes 2018 av flerbostadshuset 79&Park.

Lindarängsvägen är en gata i stadsdelen Ladugårdsgärdet i Stockholm, som passerar det historiska området Lindarängen. Gatan inleds som en förlängning av Oxenstiernsgatan och sträcker sig från Valhallavägen vid Hakberget i väst, över grönområdet Gärdet, längs den södra gränsen av Frihamnen till Kaknäsvägen i öst. Lindarängsvägen fick sitt nuvarande namn 1954. Ungefär i höjd med Lindarängsvägen går gränsen mellan Kungliga Nationalstadsparkens norra och södra del.